# ۵۴۱ (پیش از میلاد)
۵۴۱ (پیش از میلاد) ۵۴۱مین سال قبل از تقویم میلادی است.